# Lokhvytsja
Lokhvytsja (ukrainsk: Ло́хвиця, Lokhvytsya, ukrainsk udtale: [ˈɫɔxwɪt͡sʲɐ]; russisk: Ло́хвица, Lokhvitsa) er en by i Poltava oblast (provins) i det centrale Ukraine. Den er administrativt centrum i Lokhvytsja rajon (distrikt), og ligger ved bredden af Lokhvytsja-floden. 
Byen har 11.485 (2018) indbyggere.

## Navn
Navnet på floden Lokhvytsja, såvel som navnet på byen, stammer fra det gammelslaviske ord lokhve, der betyder "laks".

## Historie
På Kievan Rus's tid var det område, hvor byen ligger, en del af Fyrstedømmet Pereyaslav.  Den præcise dato for grundlæggelsen er ukendt.  Ud fra skriftlige optegnelser kan det fastslås, at Lokhvytsja eksisterede før 1320.
I 1644 fik byen Magdeburgrettigheder, således at alle byens anliggender skulle løses af et byråd, der blev valgt af de velhavende borgere.  I 1648-1658 var Lokhvytsja en Sotnias by i Myrhorod kosakregiment, senere (1658-І781 р.р.) af Lubny kosakregiment.
Under Anden Verdenskrig var Lokhvytsja besat af den tyske hær fra 12. september 1941 til 12. september 1943. Det var byen, hvor tangen fra 1. panserarmé (Kleist) og 2. panserarmé (Guderian) i  Slaget om Kiev (1941) koblede sig sammen,og omringede mere end 600.000 sovjetiske tropper øst for Kiev.
Olie- og gasforekomsterne i Hlynsko-Rozbyshiv (Lokhvytsja- og Hadjatj-distrikterne) giver store mængder olie og gas, der er tilstrækkelige til at forsyne hele Poltava oblast og videre ud i verden. Poltava-olien er af høj kvalitet: den indeholder op til 55 % let olie og har et ret lavt svovlindhold.  Den naturgas består af næsten 70 % propan-butan-fraktioner, hvilket gør den til et værdifuldt råmateriale til den kemiske industri, f.eks. til fremstilling af syntetiske fibre og plastik.

## Galleri
- Aftenstemning i Lokhvytsja  (2021)
- Lokhvytsja, hovedgaden (2021)
- Lokhvytsja Medicinsk skole
- Gammelt hus
- Floden Lokhvytsja